# 후루야 마사유키
후루야 마사유키(일본어: 古家 正亨, 1974년 5월 22일~)는 홋카이도 기타미시 출신의 라디오 DJ이다. 홋카이도 의료 대학 간호 복지 학부를 졸업했으며, 조치대학 대학원 문학 연구과에서 신문학 석사과정을 수료했다.
대학 재학 중에 홋카이도의 FM 방송국인 FM노스웨이브의 DJ가 되었으며, 대학 졸업 후 캐나다로 유학. 캐나다에서 한국인 유학생들과 친해져 한국으로 유학. 현재는 FM노스웨이브 외 도쿄의 FM인터웨이브, 오사카의 간사이 인터미디어 등의 일본 내 외국어 FM 방송국, 한국의 KBS 월드 라디오에서 DJ로 활동하고 있다. 2009년 12월 26일 한국인 싱어 송라이터 허민과 결혼.

## 같이 보기
- 야기 사키
- 하가 메구미
- 미즈노 슌페이